# Negatív ellenállás

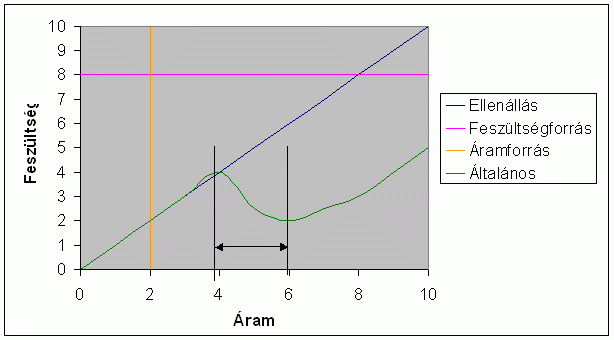
Feszültség-áram görbe negatív differenciális ellenállástartománnyal

Negatív ellenállás vagy negatív differenciális ellenállás alatt olyan áramtartományt értünk, amiben a nagyobb áramhoz kisebb feszültség tartozik.
Ohm törvényéből adódóan az elektromos ellenállás a feszültség és az áram hányadosa {\displaystyle R=U/I}, ugyanakkor a differenciális ellenállás a {\displaystyle R(I)=dU/dI} képlet alapján értelmezhető, ezért negatív értékű is lehet.
Az energiamegmaradás elve kizárja abszolút negatív ellenállás létezését, ezért az ilyen eszközök csak külső energia felvételével működnek.

## Negatív ellenállású jelenségek, alkatrészek
- plazma (plazma csatorna), ívkisülés, fénycső, alagútdióda, IMPATT dióda, UJT, Gunn-dióda, DIAC.